# Asystasia gangetica
Asystasia gangetica es una especie de fanerógama perteneciente a la familia de las acantáceas que se desarrolla en los trópicos. 

## Hábitat
En algunas partes de África, las hojas se comen como verdura. También se utiliza como planta ornamental.

## Descripción
Asystasia gangetica es una planta de bajo crecimiento  cuyas hojas en forma de huevo alcanza hasta los 6 cm de longitud. Las inflorescencias solitarias son de color blanco con flores tubulares que se dividen en dos labios. Se divide en el labio superior y en dos en la parte inferior con tres lóbulos. El labio superior es mediano y cuenta con puntos de color púrpura. 
Las flores tienen  15 mm de diámetro.

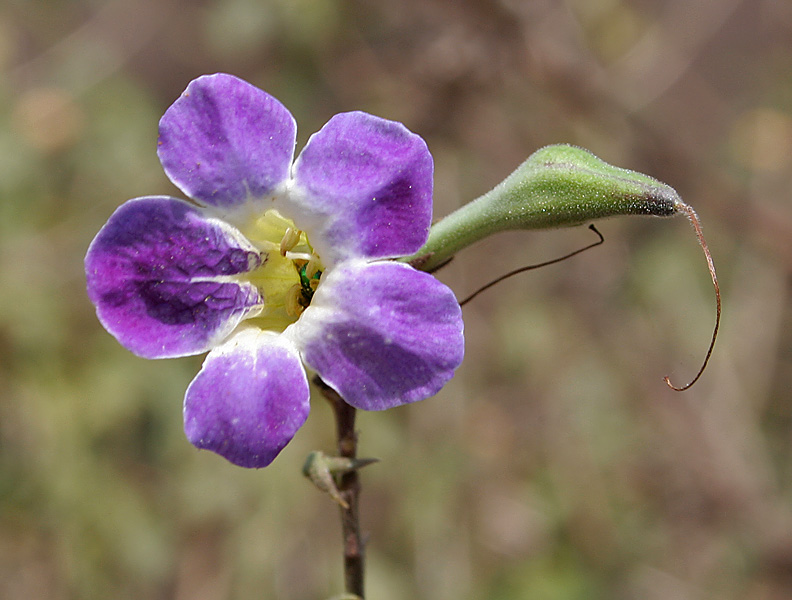
Flor de Asystasia gangetica

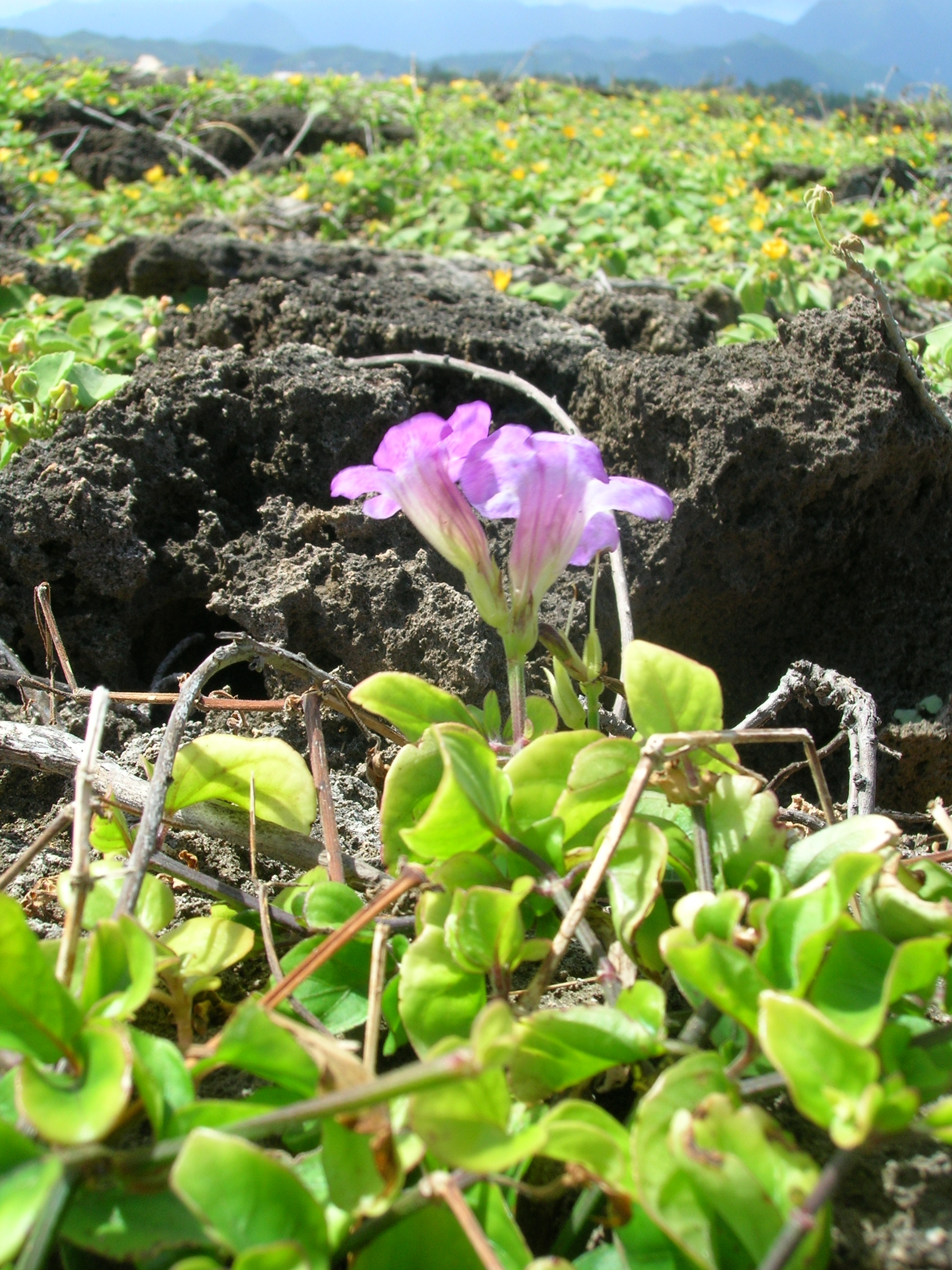
Vista de la planta

## Taxonomía
Tamarix ramosissima fue descrita por (Carlos Linneo) T.Anderson y publicado en Enumeratio Plantarum Zeylaniae 235–236. 1860.
sinonimia
- Asystasia bojeriana Nees
- Asystasia comorensis Nees
- Asystasia comorensis var. humilis Nees
- Asystasia coromandeliana Nees[4]
- Justicia gangetica L. basónimo
- Asystasia parvula C.B.Clarke (1900)
- Asystasia podostachys Klotzsch (1861)
- Asystasia subhastata Klotzsch (1861)
- Asystasia floribunda Klotzsch (1861)
- Asystasia acuminata Klotzsch (1861)
- Asystasia pubescens Klotzsch (1861)
- Asystasia scabrida Klotzsch
- Asystasia multiflora Klotzsch (1861)
- Asystasia querimbensis Klotzsch (1861)
- Asystasia quarterna Nees (1847)[5][6]